# Abryna copei
Abryna copei là một loài bọ cánh cứng thuộc họ Xén tóc, được tìm thấy tại Philippines.